# Toni Collette
Antonia (Toni) Collette (Sydney, Austràlia, 1 de novembre de 1972) és una actriu australiana nominada al premi Oscar.

## Biografia
Toni Collette és filla de Bob Collette, camioner, i de Judy Collette, treballadora d'una empresa de missatgeria. És la gran de tres germans. Toni va començar la seva carrera com a actriu en l'institut, i va aparèixer en diverses obres teatrals estudiantils. Posteriorment es va matricular en el National Institute of Dramatic Art (NIDA), de Sydney, que, després d'estudiar dos cursos, va abandonar per començar a interpretar representacions teatrals.
Va saltar a la fama en protagonitzar La boda de Muriel (1994), una rondalla social en to d'amarga comèdia dirigida per P. J. Hogan. Per al paper va haver d'engreixar en poques setmanes més de 18 quilos. Llavors tenia 22 anys, i aquesta pel·lícula li va valer una nominació al Globus d'Or com a millor actriu de comèdia.
Més tard, l'actriu australiana va aconseguir debutar a Hollywood, compartint protagonisme amb Gwyneth Paltrow i David Schwimmer en Un amic desconegut - 1996, dirigida per Matt Reeves. Després d'aparèixer en pel·lícules com Emma (1996), adaptació de la novel·la de Jane Austen que va dirigir Douglas McGrath, o Velvet Goldmine (1998), film dirigit per Todd Haynes, Toni va intervenir en The Sixth Sense (1998), pel·lícula de suspens de M. Night Shyamalan que es va convertir en la sensació de l'any. Per aquest últim títol seria nominada a l'Oscar a la millor actriu secundària, encara que l'estatueta seria per a Angelina Jolie per Innocència interrompuda. També va destacar el 2006 interpretant el paper de Sheryl Hoover en la pel·lícula Petita Miss Sunshine.
Va participar en la sèrie produïda per Steven Spielberg: United States of Tara, on interpreta una mare de família amb trastorn dissociatiu de la identitat: la sèrie és una comèdia nord-americana d'humor negre, creada per Diablo Cody i protagonitzada per Toni Collette, estrenada al canal per cable Showtime el 18 de gener de 2009.
El 2011 va estar en el 'remake' de la comèdia de terror Nit de por, on va interpretar a la mare que cau sota l'encanteri del vampir, estrenada el 2011.
Va formar part de l'elenc de la sèrie Hostages amb el rol d'Ellen Sanders, el paper principal. Va ser emesa per la cadena Warner però no es va renovar una segona temporada i la van cancel·lar. Tracta sobre una família que és mantinguda com a ostatge a la seva pròpia casa amb motiu de l'operació que Ellen està per realitzar-li al president dels Estats Units, on ha de triar entre salvar al president o obeir als segrestadors, conseqüentment salvar a la seva família i matar-lo.

### Vida personal
Toni Collette és vegetariana, practica ioga i li encanta realitzar viatges espirituals a l'Índia. Va ser parella sentimental de l'actor Jonathan Rhys-Meyers, el seu company de repartiment en Velvet Goldmine (1998).. El gener de 2003 va contreure matrimoni amb el músic australià Dave Galafassi, i el desembre de 2022 va anunciar que se'n divorciava, després d'haver estat separts durant un temps. La parella tenen una filla, Sage Florence, nascuda el gener de 2008 i un fill, Arlo Robert, nascut l'abril de 2011.

## Filmografia

### Cinema i televisió
- Spotswood - Austràlia (1991)
- La boda de Muriel (Muriel's Wedding) - Austràlia (1994)
- Lilian's Story - Austràlia (1995)
- Cosi (Adorable bogeria) - Austràlia (1996)
- Un amic desconegut (The Pallbearer) - EUA (1996)
- Emma - Regne Unit (1996)
- The James Gang - Regne Unit (1997)
- Diana & Me (1997)
- Clockwatchers - EUA (1997)
- Velvet Goldmine - EUA (1998)
- The Sixth Sense - EUA (1999)
- The Magic Pudding - Austràlia (2000)
- Shaft: El retorn - EUA (2000)
- Hotel Splendide - Regne Unit (2000)
- Changing Lanes - EUA (2002)
- Les hores - EUA (2002)
- Un nen gran (About a Boy) - Regne Unit (2002)
- Japanese Story - Austràlia (2003)
- The Last Shot - EUA (2004)
- Connie i Carla (Connie and Carla) - EUA (2004)
- A les seves sabates - EUA (2005)
- Like Minds - Regne Unit (2006)
- Petita Miss Sunshine (Little Miss Sunshine) - EUA (2006)
- The Night Listener - EUA (2006)
- The Dead Girl - EUA (2006)
- Evening - EUA (2007)
- Like Minds - EUA (2008)
- The Black Balloon (2008)
- United States of Tara - EUA (2009)
- Fright Night - EUA (2011)
- Angel in the House (Foster)- - Regne Unit (2011)
- Hitchcock - EUA (2012)
- Jesus Henry Christ - EUA (2012)
- Mental - Austràlia (2012)
- The Way, Way Back - EUA (2013)
- Hostages - EUA (2013)
- Enough Said - EUA (2013)
- Millor un altre dia (2014)
- Tammy (2014)
- Glassland (2014)
- Hector and the Search for Happiness (2014)
- Krampus (2015)
- Miss You Already (2015)
- xXx: Return of Xander Cage (2017)
- Hereditary (2018)
- Hearts Beat Loud (2018)
- Birthmarked (2018)
- Velvet Buzzsaw (2019)
- Knives Out (2019)
- Dream Horse (2020)
- I'm Thinking of Ending Things (2020)
- Stowaway (2020)
- Juror No. 2 (2024)

## Premis i nominacions

### Emmy
| Any  | Categoria                                         | Treball               | Resultat   |
| ---- | ------------------------------------------------- | --------------------- | ---------- |
| 2009 | Primetime Emmy a la millor actriu en sèrie còmica | United States of Tara | Guanyadora |
| 2010 | Primetime Emmy a la millor actriu en sèrie còmica | United States of Tara | Nominada   |

### Oscar
| Any  | Categoria                           | Treball         | Resultat |
| ---- | ----------------------------------- | --------------- | -------- |
| 1998 | Oscar a la millor actriu secundària | The Sixth Sense | Nominada |

### Premis Globus d'Or
| Any  | Categoria                                                                | Treball                | Resultat   |
| ---- | ------------------------------------------------------------------------ | ---------------------- | ---------- |
| 2010 | Globus d'Or a la millor actriu en sèrie de televisió musical o còmica    | United States of Tara  | Guanyadora |
| 2007 | Globus d'Or a la millor actriu musical o còmica                          | Petita Miss Sunshine   | Nominada   |
| 2007 | Globus d'Or a la millor actriu secundària en sèrie, minisèrie o telefilm | Tsunami: The Aftermath | Nominada   |
| 1994 | Globus d'Or a la millor actriu musical o còmica                          | La boda de Muriel      | Nominada   |

### Premis BAFTA
| Any  | Categoria                           | Treball              | Resultat |
| ---- | ----------------------------------- | -------------------- | -------- |
| 2007 | BAFTA a la millor actriu secundària | Petita Miss Sunshine | Nominada |
| 2002 | BAFTA a la millor actriu secundària | About a Boy          | Nominada |

### Premis Satellite
| Any  | Categoria                            | Treball              | Resultat  |
| ---- | ------------------------------------ | -------------------- | --------- |
| 2006 | Millor Actriu - Comèdia/Musical      | Petita Miss Sunshine | Candidata |
| 2005 | Millor Actriu - Drama                | A les seves sabates  | Candidata |
| 1998 | Millor Actriu de repartiment - Drama | The Sixth Sense      | Candidata |